# Alpinian
Alpinian – imię męskie pochodzenia łacińskiego.
Zachował się przekaz, że Alpinian towarzyszył świętemu Marcjalisowi; grób Alpiniana ma znajdować się obok grobu wymienionego świętego.
W Polsce imię bardzo rzadko spotykane, np. w XIX wieku wystąpiło na Wołyniu. W styczniu 2025 w rejestrze PESEL, wśród publicznie dostępnych danych dotyczących osób żyjących, nie było informacji o wystąpieniu tego imienia jako pierwszego lub drugiego.
Alpinian imieniny obchodzi 27 kwietnia i 30 czerwca.

## Imię Alpinian w innych językach
- łacina – Alpinianus,
- włoski – Аlpiniano.